# Xã Sargent, Quận Douglas, Illinois
Xã Sargent (tiếng Anh: Sargent Township) là một xã thuộc quận Douglas, tiểu bang Illinois, Hoa Kỳ. Năm 2010, dân số của xã này là 286 người.